# Веселина Геринска
Веселина Кръстева Геринска е българска сценаристка и режисьорка.

## Биография
Родена е в град София на 31 юли 1938 г. Първоначално завършва педагогическа гимназия в София, а след това и кинорежисура. През 1965 г. във ВГИК завършва документално кино при руския кинорежисьор професор Александър Згуриди (1904 – 1998).

## Филмография
Като режисьорка
- Дишай, човече! (1981)
- Живи хора (тв, 1978)
- Вината (1976)
- Приказка за тъжната земя (1972)
- Към града (1971)
- Страна Фантазия (1971)
- Алеко Константинов (1968)
- Стълбата (1965)
- Чипровските килими (1963)

Като сценаристка
- Към града (1971)
- Алеко Константинов (1968)